# الأشعر
الأشعر هو جبل يقع في الفقرة ويبعد عن المدينة المنورة قرابة 60 كيلومترا ، وسمي الجبل بالأشعر نسبة إلى امتلاء جبالها بالأشجار وخصوصاً شجر العرعر والعتم.

## نبذة
هو أحد جبلي جهينة الأجرد والأشعر، وتسكنه الآن قبيلة حرب، ويشكل الجبلان سلسلة جبلية عظيمة يبلغ ارتفاعها حوالي 1280 متراً، وتقع غرب المدينة المنورة ما بينها وبين جبل رضوى.
وورد لجبال الأشعر ذكر في حديث رسول الله ﷺ، فعن عبد الله بن سلمان الأغر، عن نافع، عن عبد الله بن عمر رضي الله عنهما أن رسول الله ﷺ قال: (إذا وقعت الفتن فعليكم بجبلي جهينة).
وقال أبو علي الهجري: وجدت صفةَ الجَبَلِين الأَشعْر والأَجْرَدِ جَبَلَيْ جُهَيْنَة، ومن أَخَذَ من قُرِيش بذلك أيضاً، فنقلتُهُ للحديث الذي جاءَ فيهما عن النبي صلى اللَّه عليه وسلم في الأمَانِ في الفِتن.
وورد في كتاب الطبقات الكبرى أن رسول الله قال: (لجبلي جهينة الأشعر والأجرد هما من جبال الجنة لا تطؤهما فتنة). 